# Vincenzo Righini
Vincenzo Righini   (Bolonya, 22 de gener de 1756 - Bolonya, 19 d'agost de 1812) va ser un compositor i tenor italià.

## Biografia
Va assistir a l'Acadèmia Filharmònica de Bolonya, aleshores conservatori de música reconegut per l'ensenyament del castrat Antonio Bernacchi, per al cant, i del pare Martini, per a la composició. Durant vint anys va treballar com a cantant; Les seves aparicions estan testimoniades a Parma, a Florència el 1769 i a Roma el 1770. Tenia fama d'excel·lent professor de cant.
La seva activitat com a compositor en l'àmbit operístic probablement va començar al Teatro Regio de Praga, ciutat on va arribar amb la companyia de Giuseppe Bustelli. A Praga va compondre tres òperes còmiques: La vedova scaltra (1774), La bottega del caffè (1775) i Il convitato di pietra  (1776), una de les primeres òperes sobre el tema de Don Giovanni. També va escriure Il Demogorgone amb llibret de Lorenzo Da Ponte (1786), però va ser un fracàs. No obstant això, del 1779 al 1788 va ser mestre de capella a Viena, com a successor d'Antonio Salieri que havia anat a París; en aquest període va produir una cantata, La Sorpresa amorosa, és a dir, El Nadal d'Apol·lo escrita per a la "Tonkünstler-Societät" i interpretada els dies 22 i 23 de desembre de 1789, amb un text d'Antonio de Filistri. El 1788 es va casar amb la contralt Anna Maria Lehritter. A principis de 1789 va anar a Magúncia com a mestre de capella de l'arquebisbe Friedrich Karl Josef von Erthal, romanent-hi fins al 1793, any en què va morir la seva dona. A Mainz va escriure nombroses composicions religioses, la més coneguda de les quals és la Missa Solemnis op. 59. El 1793 va anar a Berlín, de nou com a mestre de capella.
Després de la Revolució Francesa va dur a terme una intensa activitat a nombroses regions d'Europa. Va morir l'any 1812 amb motiu del seu retorn, que es pretenia temporal, a la seva ciutat natal. Està enterrat a la Loggia di Levante de la Certosa de Bolonya. Al monument funerari hi ha un retrat d'ell amb medalló, obra de Vincenzo Testoni.

## Obres
A més de les obres líriques, és recordat per a una missa per a la coronació de Leopold II (1790), un Te Deum per l'aniversari de la reina Lluïsa de Prússia (1810). També va deixar nombroses composicions menors per a veu. Entre les seves obres destaquen:
- La vedova scaltra, amb llibret de Nunziato Porta, basat en la comèdia homònima de Carlo Goldoni (1774)
- La bottega del caffè, ossia Il maldicente amb llibret de Nunziato Porta, basat en la comèdia homònima de Carlo Goldoni (1775)
- Il convitato di pietra o sia Il dissoluto basat en un llibret de Nunziato Porta (1777) al Kärntnertortheater de Viena
- Armida amb llibret de Marco Coltellini (23 de juliol de 1782)
- Pyramus i Tisbe (21 de març de 1784)
- 'L'incontro inaspettato amb llibret de Nunziato Porta (27 d'abril de 1785)

Ariadna
- Atalanta i Meleagro
- Enees al Laci
- Tigrana
- Il Demogorgone ovvero Il filosofo confuso amb llibret de Lorenzo Da Ponte (12 de juliol de 1786)
- Alcide al bivio amb llibret de Pietro Metastasio (179
- La Selva incantata
- La Gerusalemme liberata ossia Armida al campo de' Franchi, amb llibret d'Antonio de' Filistri da Caramondani del poema de Torquato Tasso (17 de gener de 1803, Königliches Nationaltheater de Berlín)